# 波紋扭月貝屬
波紋扭月貝屬（學名：Cymostrophia）是竇維爾貝科古竇維爾貝亞科下已滅絕的一個屬，生存在奧陶紀至泥盆紀的海底，喜歡群居。其化石分布廣泛，是重要的指相化石，於亞洲、歐洲及北美等地的各類沉積岩中都有發現，不過以灰岩、泥灰岩、頁岩和粉砂岩中出現的較多，且保存得也較好。

## 特徵
這種腕足動物的體型較大，兩半殼大小不一，呈強烈的凹凸型，成分為鈣質或幾丁磷灰質。具發育的副鉸齒，分佈在整個鉸合緣上。殼面具粗細兩種殼紋，粗殼紋分佈較為稀疏，其間布有細密的細殼紋，同心皺出現於細殼紋之間，並被粗紋所截斷。牠們可任意躺下，休息時臂狀瓣朝下躺在鬆軟的沉積物中。